# Quốc kỳ Cộng hòa Xã hội chủ nghĩa Xô viết Gruzia
Quốc kì Cộng hòa Xã hội chủ nghĩa Xô viết Gruzia đã được Gruzia Xô viết thông qua vào ngày 11 tháng 4 năm 1951. Lá cờ được thiết kế bởi nghệ sĩ Severian Maysashvili Davidovich (1900 – 1980). Theo sắc lệnh của Đoàn chủ tịch Xô viết Tối cao Gruzia Xô viết, trong đó quốc kỳ mới được thông qua với mô tả:

Quốc kỳ của Cộng hòa Xã hội chủ nghĩa Xô viết Gruzia có tỷ lệ vải đỏ có chiều rộng so với chiều dài là 1: 2 Ở góc trên gần hộp màu xanh, cạnh bên bằng một nửa chiều rộng của cờ ở giữa của hình vuông một hình tròn có bán kính bằng một phần ba hình vuông trong phạm vi búa và liềm, phía trên chúng là một ngôi sao năm cánh. Từ hình tròn đến các cạnh vuông toả ra 24 tia. búa và liềm, sao đỏ và tia đỏ. Từ giữa bên phải của hình vuông khởi hành dải màu xanh lam dọc theo chiều dài cờ, chiều rộng bằng một phần ba hình vuông"

Đó là lá cờ duy nhất trong các nước cộng hoà của Liên Xô mà búa và liềm không có màu vàng.

## Lịch sử

Cộng hòa Xã hội chủ nghĩa Xô viết Gruzia (1921–1922)
Cộng hòa Xã hội chủ nghĩa Xô viết Gruzia (1922–1937)
Cộng hòa Xã hội chủ nghĩa Xô viết Gruzia (1937–1951)
Cộng hòa Xã hội chủ nghĩa Xô viết Gruzia (1951–1990)
Cộng hòa Xã hội chủ nghĩa Xô viết Gruzia (1990–1991)
Một người phụ nữ cầm cờ của Gruzia Xô viết tại Bảo tàng Batumi Stalin.